# Музей рухомого зображення
Музей рухомого зображення (англ. Museum of the Moving Image) — музей кіно, телебачення, відео і комп'ютерних ігор у кварталі Куїнса, що називається Асторія.
Після того, як в 1916 р. кіномагнати Джесі Ласкі і Адольф Цукор об'єднали свої студії і утворили компанію Famous Players-Lasky, для зйомок фільмів у Нью-Йорку було побудовано студію "Кауфман-Асторія". Тут були створені ранні фільми братів Маркс і деякі інші стрічки, що залишили слід в історії кінематографу.
Коли в 1970 році зайшла мова про знос будівель давно порожньої кіностудії, ділянку викупив фонд "Асторія". У 1988 році на цій території був відкритий перший у США музей, цілком присвячений історії кінематографу, з кінозалом, оснащеним за останнім словом техніки.
У 2008-2011 рр. було здійснено масштабну реконструкцію музею, у результаті якої його площі збільшилися удвічі. Опікунам музею це розширення обійшлося в $67 млн.
Музей рухомого зображення не лише дає можливість побачити на великому екрані кінораритети, але і проводить круглі столи, присвячені новим прем'єрам. Геймерів притягає в "Асторію" величезна колекція відеоігор і відповідного устаткування.

## Ресурси Інтернету
- Офіційний сайт музею [Архівовано 2 листопада 2016 у Wayback Machine.](англ.)
- Вікісховище має мультимедійні дані за темою: Музей рухомого зображення
- Архітектурне рішення [Архівовано 23 жовтня 2016 у Wayback Machine.](англ.)